# Evenemang
Ett evenemang (från franskans événement) är en större tillställning eller "event" som till skillnad från löpande verksamhet arrangeras kortvarigt. 
Evenemang är ett brett begrepp som oftast används för kommersiella tillställningar. Exempel på vanliga evenemang är festival, karneval, konsert, och stadsfest.

## Marknadsföring
Ett evenemang är ett specialarrangemang som ett led i en intern eller extern marknadsföring och som regel ett moment i en kommunikationsplan. Evenemanget ska fungera som mötesplats för överföring av värderingar och idéer i avsikt att påverka deltagarna och öka deras förståelse för till exempel en varas värden eller ett företags eller en organisations värderingar och framtidsplaner.
Ofta sker evenemang med inslag av stämningshöjande umgänge med underhållning och catering av mat och dryck. Det interna eventet avslutas ofta med samkväm, barmingel och ibland dans. Evenemang genomförs oftast i för ändamålet specialdesignade miljöer.
Seriösa evenemangsleverantörer brukar mäta evenemangets effekter relaterat till uppsatta kommunikationsmål.
Det som skiljer evenemang från andra trivselarrangemang som jubileer och firmafester är att hela genomförandet alltid sker i harmoni med – och tydligt speglar – de kommunikationsmål som satts upp av arrangören.